# Matt Fagerson
Matthew („Matt“) Joseph Fagerson (* 16. Juli 1998 in Perth) ist ein schottischer Rugby-Union-Spieler. Er spielt auf der Position des Nummer Acht für das schottische Franchise Glasgow Warriors und für die schottische Nationalmannschaft. Sein zwei Jahre älterer Bruder Zander Fagerson ist ebenfalls Rugbyspieler.

## Biografie

### Vereinskarriere
Nachdem er in der Schule Rugby gespielt hatte, wurde Fagerson 2015 in die neu eröffnete Akademie der Scottish Rugby Union aufgenommen. In der Amateurliga Scottish Premiership spielte er für die Glasgow Hawks. Ein Jahr später erhielt er seinen ersten Profivertrag bei den Glasgow Warriors. Seinen ersten Einsatz für dieses Team hatte er am 30. August 2016 bei einem Vorsaison-Freundschaftsspiel gegen die Reserve-Nationalmannschaft Kanadas. Sein erstes Spiel in der Pro12-Liga folgte drei Wochen später am 23. September, als er gegen Ulster Rugby eingewechselt wurde. In der Saison 2022/23 erreichte seine Mannschaft das Finale des EPCR Challenge Cup, verlor dieses aber mit 19:43 gegen den RC Toulon.

### Nationalmannschaft
Nach mehreren Einsätzen in den schottischen Auswahlteams der Stufen U16 und U18 spielte Fagerson 2018 mehrmals für die schottische U20-Nationalmannschaft. Sein Debüt für die schottische Nationalmannschaft gab er am 16. Juni 2018 gegen die Vereinigten Staaten. Ebenfalls mit von der Partie war sein Bruder Fagerson; die Fagersons wurden somit das 22. Bruderpaar, das gemeinsam in einem Test Match für Schottland spielte. Fagerson nahm zwar an der Vorbereitung für die Weltmeisterschaft 2019, doch Nationaltrainer Gregor Townsend berücksichtigte ihn letztlich nicht. Danach konnte er sich Fagerson in der Nationalmannschaft als Stammspieler etablieren.